# Murayama Crests
Murayama Crests är en bergstopp i Antarktis. Den ligger i Östantarktis. Australien gör anspråk på området. Toppen på Murayama Crests är 2 016 meter över havet, eller 65 meter över den omgivande terrängen. Bredden vid basen är 2,4 km.
Terrängen runt Murayama Crests är huvudsakligen kuperad, men åt sydväst är den platt. Trakten är obefolkad. Det finns inga samhällen i närheten.